# Hailey (Idaho)
Hailey ist eine Stadt in Idaho. Sie ist der Verwaltungssitz (County Seat) des Blaine County. Die Einwohnerzahl betrug 2020 bei der Volkszählung des US Census Bureau 9.161. Die Stadt ist nach John Hailey benannt einem zweimaligen Kongressabgeordneten aus dem Idaho-Territorium. Hailey ist von dem Sawtooth National Forest umgeben. Aktivitäten wie Wandern, Radfahren, Skifahren, Snowboarden, BMX-Fahren, Skateboarden, Reiten, Schlittschuhlaufen und Fliegenfischen sind in Hailey beliebt. Westlich der Stadt hat Hailey seinen eigenen Skihügel namens Rotarun Ski Area, das allerdings deutlich kleiner als das nahe gelegene Sun Valley Resort ist.

## Demografie
Nach einer Schätzung von 2019 lebten in Hailey 8689 Menschen. Die Bevölkerung teilt sich auf in 95,4 % Weiße, 0,4 % Asiaten, 0,2 % Ozeanier und 3,3 % mit zwei oder mehr Ethnizitäten. Hispanics oder Latinos aller Ethnien machten 32,3 % der Bevölkerung aus. Das mittlere Haushaltseinkommen lag bei 51.158 US-Dollar und die Armutsquote bei 12,2 %.
| Jahr | Einwohner¹ |
| ---- | ---------- |
| 1950 | 1.464      |
| 1960 | 1.185      |
| 1970 | 1.425      |
| 1980 | 2.109      |
| 1990 | 3.687      |
| 2000 | 6.200      |
| 2010 | 7.960      |
| 2020 | 9.161      |

¹ 1950 – 2020: Volkszählungsergebnisse

## Söhne und Töchter der Stadt
- Ezra Pound (1885–1972), Dichter
- Bob Mizer (1922–1992), Fotograf, Filmemacher, Filmproduzent und Unternehmer
- Kaitlyn Farrington (* 1989), Snowboarderin
- Chase Josey (* 1995), Snowboarder